# Clara Viebig
Pour les articles homonymes, voir Viebig.
Clara Emma Amalia Viebig, née le 17 juillet 1860 à Trèves et morte le 31 juillet 1952 à Berlin, est une auteure allemande.

## Biographie
Viebig est née dans la ville allemande de Trèves, fille d'un fonctionnaire prussien. Elle est liée par sa famille à Hermann Göring. À l'âge de huit ans, son père est transféré et la famille part pour Düsseldorf, où Clara fait ses études secondaires. Elle retourne souvent à Trèves et de ses environs pour y faire de nombreuses promenades. À la mort de son père, elle est envoyée chez des parents à Posen, où elle a fréquente la Luisenschule (en). À l'âge de vingt ans, Clara déménage à Berlin avec sa mère pour y étudier la musique mais y découvre le stimulus de la grande ville et se dirige alors vers une carrière littéraire,.
Elle épouse l'éditeur juif Fritz Theodor Cohn (associé de la société Fontane and Company, plus tard nommée Egon Fleischel and Company) en 1896. L'année suivante, Clara entame une brillante carrière d'écrivain et ses œuvres sont très admirées. Après son mariage, elle vit la plupart du temps à Berlin et dans sa banlieue dont Schöneberg et Zehlendorf.

## Das Schlafende Heer
Dans son roman, Das Schlafende Heer (L'Armée dormante), publié en 1903, Viebig loue la conquête des territoires polonais par des colons allemands et met en garde contre les « dangers » posés par la minorité polonaise en Allemagne, qu'elle qualifie d'« infidèle » et « inculte ». Sans contrôle, prévient-elle, les Polonais submergeraient l'Allemagne et doivent donc être contrôlés, réprimés et assimilés. Le point de vue de Viebig est caractéristique des attitudes allemandes de l'époque et son travail fait partie du mouvement littéraire allemand appelé Heimatkunst (régionalisme), typique de cette période. Ce roman devient un best-seller dans l'Empire allemand en 1904 et 1905 et, outre Die Wacht am Rhein, est également son roman le plus lu.

Dans Das Schlafende Heer, elle dépeint la prétendue division raciale entre Polonais et Allemands, se concentrant sur le caractère des femmes polonaises, obsédée par la distinction entre blondes et brunes, blanches et noires et les dépeint comme complotant pour la disparition des hommes allemands, qu'il faut avertir. Les Polonais, selon Viebig, vivent dans un « état animal et barbare » que seule une « mission civilisatrice » allemande peut sauver, la solution à ce « problème polonais » étant donc une colonisation exclusive (combinée de préférence à des expulsions), car, avertit Viebig, cette « dégénérescence polonaise est contagieuse ». Kristin Kopp, de l'Université du Missouri, écrit que le roman de Viebig représente un « exemple marquant » de stratégie narrative mettant en scène des personnages polonais dont la « blancheur » externe dissimule une « noirceur » cachée, qui leur permet d'infiltrer la culture allemande et de saper les projets coloniaux allemands. 

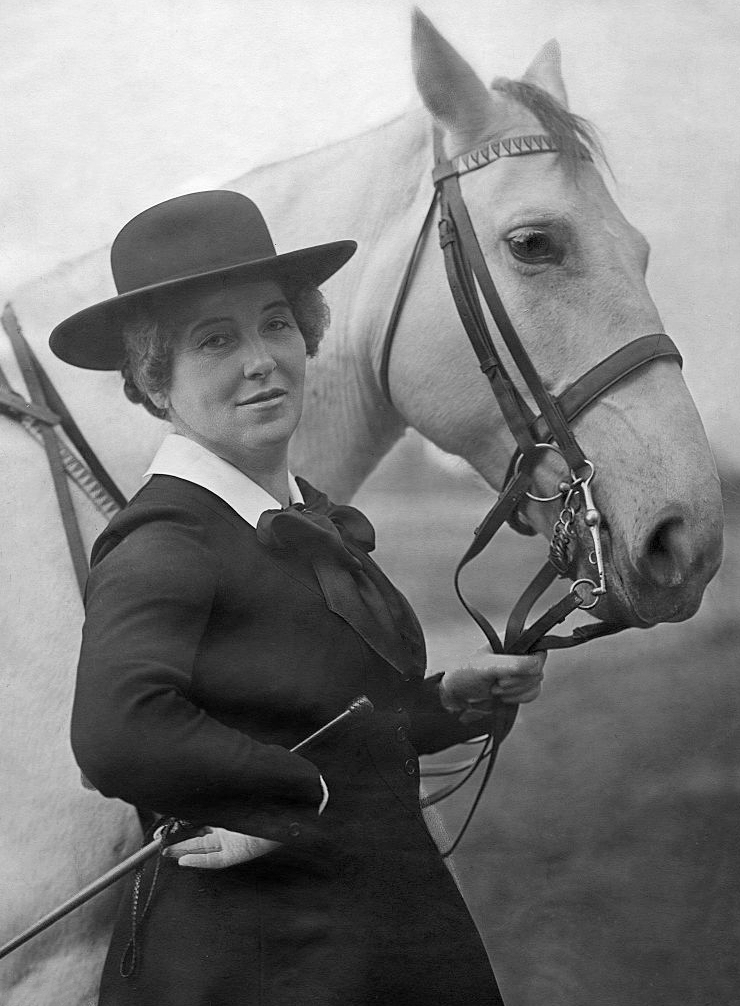
Viebig par Nicola Perscheid v. 1912

## Fin de carrière
Alors que sa renommée s'estompe, elle publie Insel der Hoffnung (L'île de l'espoir), qui condamne la République de Weimar et loue la colonisation de la frontière avec la Pologne.
Cependant, en 1936, ses publications sont interdites par le Troisième Reich parce que son mari est juif. Comme Viebig est liée à Hermann Göring, elle-même n'est pas persécutée. Elle déménage au Brésil en 1937 et y reste pendant un an, mais elle finit par revenir et tente de s’accommoder à la vie en Allemagne nazie. Ses travaux continuent d'être publiés, mais avec moins de régularité ; finalement, pour son 80e anniversaire en 1940, elle est célébrée par la presse et les nazis, Das Schlafende Heer étant saluée par les critiques comme le premier « roman de Volksdeutsche » et un important document du « combat national ». Bien que ses œuvres diffèrent de la littérature raciste Blut und Boden et que sa correspondance témoigne d'une distance par rapport au nazisme, elles sont empreintes d'un esprit nationaliste et présentent certaines similitudes avec le mouvement volkisch.

## Œuvres

### Romans

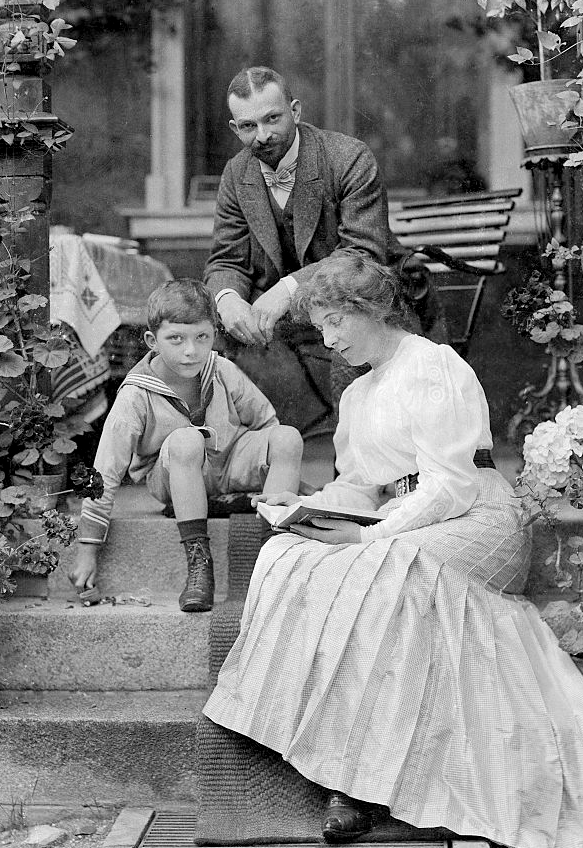
Viebig avec son mari Friedrich Theodor Cohn et son fils Ernst en 1906.

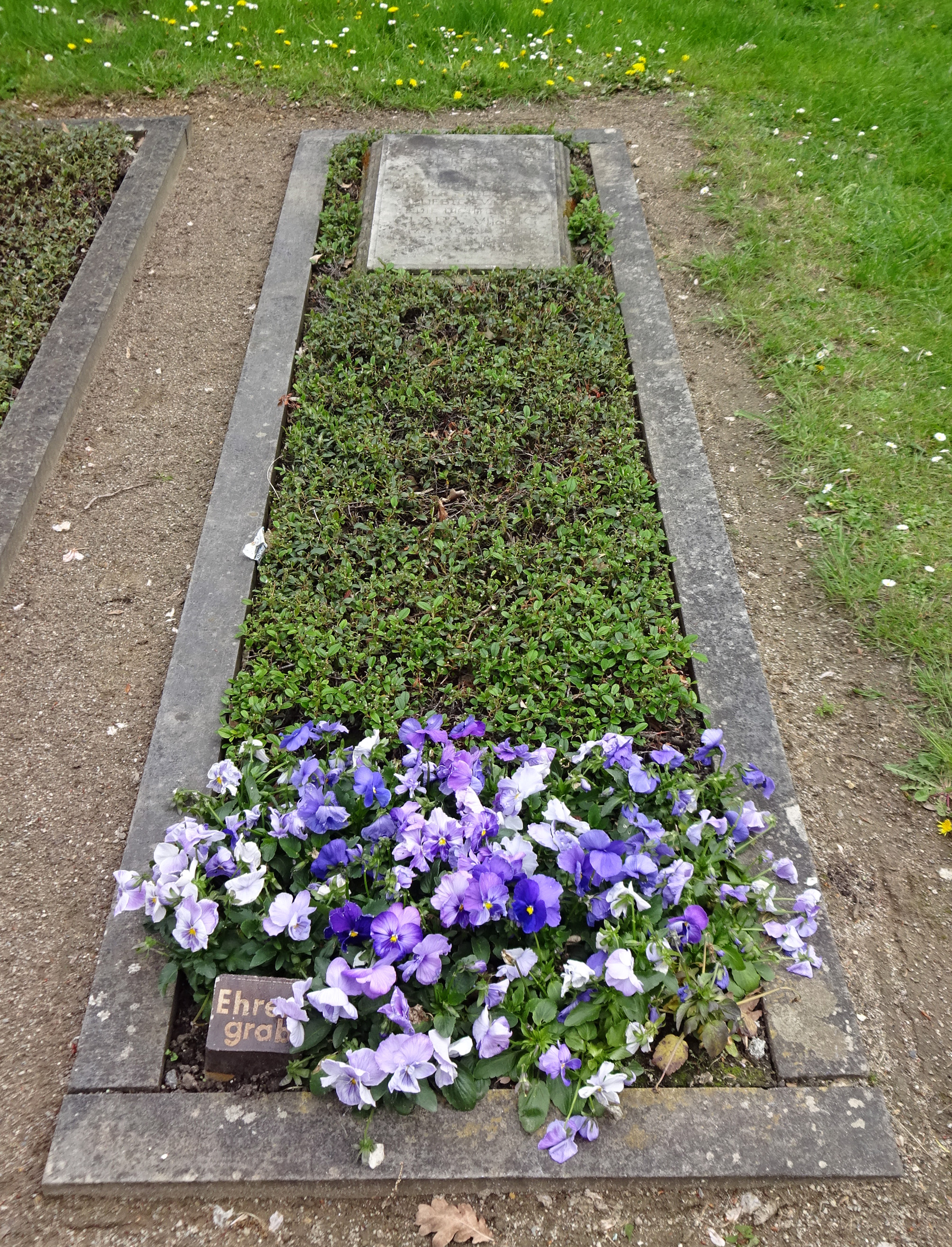
Tombe au cimetière du Nord (Düsseldorf).

- Dilettanten des Lebens, 1897 (lire en ligne)
- Rheinlandstöchter, 1897
- Vor Tau und Tag, 1898
- Dilettanten des Lebens, 1899 (lire en ligne)
- Es lebe die Kunst, 1899
- Das Weiberdorf, 1899 (lire en ligne)
- Das tägliche Brod, 1900 (lire en ligne)
- Die Wacht am Rhein, 1902 (lire en ligne)
- Vom Müller Hannes, 1903
- Das schlafende Heer, 1904 (lire en ligne)
- Einer Mutter Sohn, 1906 (lire en ligne)
- Absolvo te!, 1907 (lire en ligne)
- Das Kreuz im Venn, 1908 (lire en ligne)
- Die vor den Toren, 1910
- Das Eisen im Feuer, 1913
- Eine Handvoll Erde, 1915 (lire en ligne)
- Töchter der Hekuba, 1917
- Das rote Meer, 1920
- Unter dem Freiheitsbaum, 1922 (lire en ligne)
- Menschen und Straßen, 1923
- Die Passion, 1925
- Die goldenen Berge, 1928
- Charlotte von Weiß, 1929
- Die mit den tausend Kindern, 1929
- Prinzen, Prälaten und Sansculotten, 1931
- Menschen unter Zwang, 1932
- Insel der Hoffnung, 1933
- Der Vielgeliebte und die Vielgehaßte, 1935

### Nouvelles et novellas
- Kinder der Eifel, 1897 (lire en ligne)
- Vor Tau und Tag, 1898
- Die Rosenkranzjungfer, 1900
- Die heilige Einfalt, 1910
- Heimat, 1914
- West und Ost, 1920
- Franzosenzeit, 1925

### Pièces de théâtre
- Barbara Holzer, 1896
- Die Pharisäer, 1899
- Kampf um den Mann, 1903
- Das letzte Glück, 1909
- Pittchen, 1909